# Adrian Beier der Ältere
Adrian Beier der Ältere (* 9. August 1600 in Glauchau; † 23. April 1678 in Jena) war ein evangelischer Theologe, Archidiakon und Historiker in Jena.

## Leben
Adrian Beier war der Sohn von Christian Beier  (* 21. Oktober 1539 in Bad Berka; † 16. März 1610 in Glauchau), Schulhalter in Weimar. Er studierte unter anderem in Jena und legte hier auch 1619 seine Bakkalaureusprüfung  ab. 1622 folgte der Magister, und 1630 habilitierte er sich an der Philosophischen Fakultät der Universität Jena. Bereits ab  1626 arbeitete Adrian Beier im theologischen Amt als Diakon an der Stadtkirche St. Michael in Jena, und 1635 wurde er zum Archidiakon berufen.
Neben seiner beruflichen Laufbahn machte er sich sehr  als Stadtchronist und Historiker der Stadt Jena verdient. So hinterließ er eine große Anzahl handschriftlicher Niederschriften und gedruckter Werke.

## Familie
Adrian Beier war in seinem Leben dreimal verheiratet und hatte 19 Kinder. Bei seinem Tod hatte er 68 Nachkommen erlebt. In erster Ehe heiratete er 1627 Anna Kirchner, die Tochter von Philipp Kirchner, Diakon in Weimar und Pfarrer in Buttelstedt, und (Ur?)Enkelin von Timotheus Kirchner. Zusammen hatten sie fünf Kinder, darunter:
- Anna Christina Beier (1632–1663), verheiratet mit dem Jenaer Bürgermeister und Syndikus Georg Pascasius.
- Adrian Beier (1634–1712) war Jurist und amtierte zweimal als Rektor der Universität Jena.

In zweiter Ehe war er seit 1637 mit Anna Ringler († 1647), einer Tochter des Jenaer Stadtrichters Heinrich Ringler, verheiratet. Aus dieser Ehe gingen sieben Kinder hervor, darunter:
- Maria (1639–1676), verheiratet mit Christoph Heinrich Löber (1634–1705), Pfarrer und Superintendent in Orlamünde.

In dritter Ehe heiratete er 1648 Magdalena Reinel (1627–1678), Tochter von Paul Reinel (1574–1661), Pfarrer in Hof, und Catharina Lussovius. Gemeinsam hatten sie sieben Kinder.

## Schriften
- Syllabus rectorum et professorum Jenæ, 1659 (Eine Auflistung der Jenaer Professoren)
- Geographus Jenensis, 1665
- Chronologus Jenensis seu Annales Germano-Thuringo-Jenenses. Nach Beiers Handschrift zum ersten Mal hg. von Herbert Koch (= Jehnische Chronika. Zeit- und Jahrbuch), Vopelius: Jena  1914
- Jenaische Annalen. 1523–1599. Nach seiner Handschrift mit einer Handschriftenprobe und 11 Stammtafeln, Vopelius: Jena 1928
- Architectus Jenensis, 1672: Architectus Jenensis des Mag. Adrian Beier. Neu hg. von Herbert Koch, Vopelius: Jena 1936